# Rancor
Els Rancors són éssers de ficció de la sèrie de pel·lícules La guerra de les galàxies. Eren reptomamífers que medien entre cinc i deu metres d'alçada i que eren originaris del planeta Dathomir. També es van trobar a altres planetes com Ottetha, Corulag, i Rakata Primer (hi van arribar per naus que van col·lidir contra els planetes).